# Virginia Dare
Virginia Dare (Roanoke, 18 agosto 1587 – ...) è stata la prima bambina inglese a nascere nei territori d'oltreoceano inglesi nel Nuovo Mondo. Sparì con gli altri coloni di Roanoke e tuttora il suo destino è sconosciuto.

## Biografia
Virginia Dare nacque nell'agosto del 1587 nella colonia di Roanoke (nel ventunesimo secolo in North Carolina) da Ananias Dare (muratore e piastrellista) e Eleanor (anche Ellinor o Elyonor) White, figlia del pioniere John White, capo della spedizione.
I coloni si erano stabiliti su Roanoke il 22 luglio dello stesso anno e White riuscì a stabilire rapporti pacifici con alcune tribù locali. In seguito all'uccisione di un colono, White fu costretto a recarsi in Inghilterra per chiedere aiuto, tuttavia per vari imprevisti non tornò a Roanoke prima del 1590.

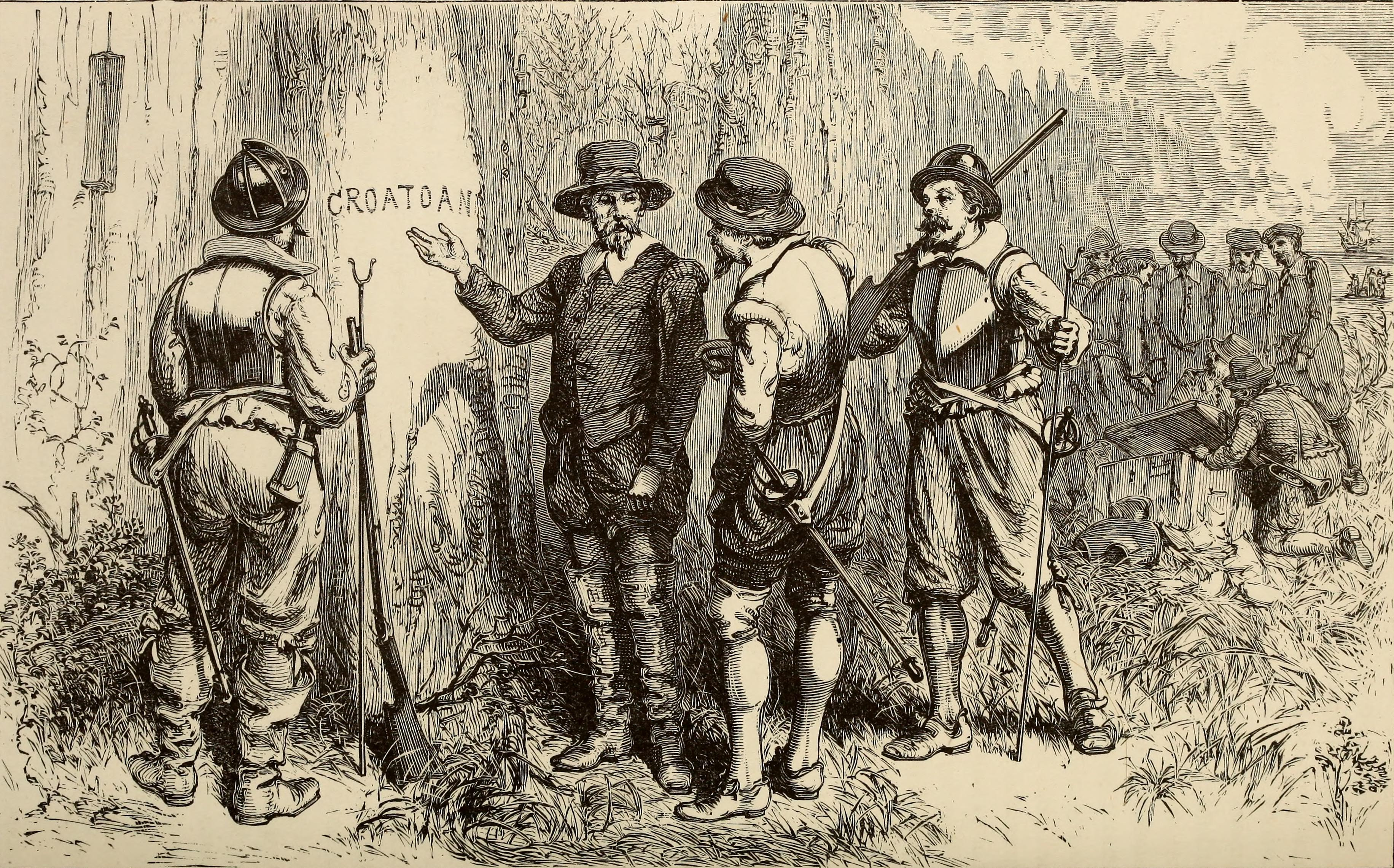
Il ritorno di John White a Roanoke

Il destino dei 115 coloni, compresa Virginia, è rimasto un mistero. Secondo alcune interpretazioni i coloni si sarebbero spostati sull'isola di Croatoan (nota nel ventunesimo secolo come Hatteras), oppure è possibile che si siano integrati con le popolazioni indigene della zona.
L'unica testimonianza della nascita di Virginia ci è arrivata attraverso il nonno, scampato alla sparizione di massa dei coloni.

## Nella cultura di massa

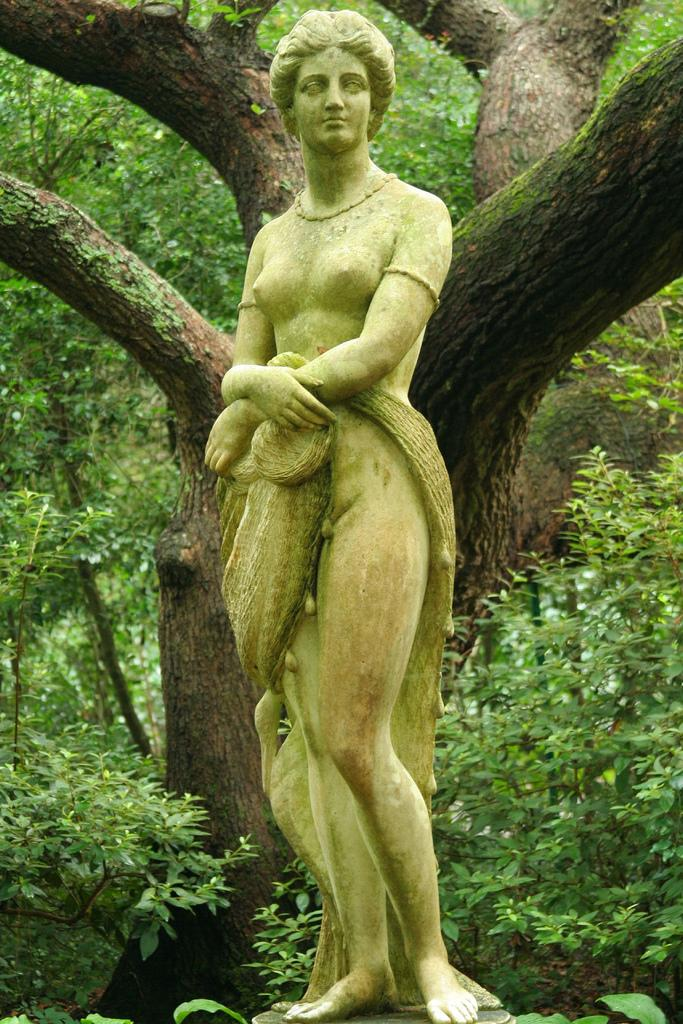
Virginia Dare scolpita da Maria Louisa Lander (1859)

Virginia Dare è diventata un simbolo importante della tradizione americana. Per molti rappresenta l'innocenza e la purezza, proprie di una neonata, per altri invece è simbolo di un nuovo inizio, perciò di speranza, e infine di mistero, poiché non si sa come sia proceduta la sua vita dopo la nascita.
Principalmente in North Carolina, è diventata un simbolo del suprematismo bianco e dell'alt-right, prestando il nome, ad esempio, al sito VDARE.
Negli anni '80 è anche diventata un simbolo dei diritti delle donne, che chiedevano di "approvare l'ERA e onorare Virginia Dare".
Virginia Dare compare come personaggio secondario nel libro  I segreti di Nicholas Flamel, l'immortale - Il negromante di Michael Scott.